# Досифей (Барилэ)

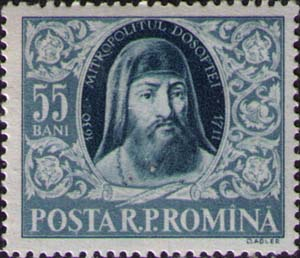
Почтовая марка Румынии, 1955 год

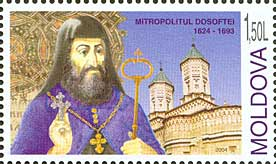
Почтовая марка Молдовы, 2004 год

Митрополи́т Досифе́й (Дософтей, молд. Митрополит Дософтей; в миру Димитрие Барилэ; 26 октября 1624, Сучава, Молдавское княжество — 13 декабря 1693, Жолква, Речь Посполитая) — молдавский церковный и политический деятель, митрополит Молдавии и писатель.
Внёс огромный вклад в развитие молдавской культуры. Он возобновил в 1681 году в Молдавском княжестве книгопечатание. Переводил на молдавский (старорумынский) и русский языки книги в стихах и прозе. Переложил на молдавском языке «Псалтырь», его перу принадлежат четыре тома «Житий святых», «Поэму о господарях Молдовы», многочисленные переводы византийских писателей. Досифей считается основоположником церковного молдавского языка.
Канонизирован Румынской православной церковью в 2005 году в лике святителей.

## Биография
Учился в школе при монастыре Трёх Святителей в Яссах, позже изучал гуманитарные науки и языки во Львовской братской школе.
В 1648 году он стал монахом в Проботском монастыре, а позже епископом Хушским (1658—1660) и Романским (1660—1671) и Митрополитом Молдовы (1671—1674 и 1675—1686). Возобновил книгопечатание в Молдове в 1681 году, оборудование и бумагу для типографии получил из Москвы.
Возглавляя группу молдавских бояр, стремившихся к сближению с Россией, участвовал в переговорах 1674 и 1684 годов о переходе Молдавского княжества в подданство Русского царя.
В 1683—1684 годах проживал в городе Стрый.
В 1686 году он переехал в Речь Посполитую, где и оставался до конца своей жизни. Умер 13 декабря 1693 года в Жолкве (ныне Львовская область, Украина).

## Память и почитание
Труды митрополита Досифея в духовном образовании церковного народа и в развитии румынского языка, его роль как церковного и государственного деятеля, утвердили его память в потомках и сделали его имя одним из важнейших как в церковной так и в светской истории Молдавии и Румынии. Он оставался знаменитым архиереем и в XIX веке, и в XX, приобретя репутацию национального героя-просветителя.
В память о митрополите Дософтее в Кишинёве названа часть бывшей улицы 25 октября — продолжение улицы митрополита Варлаама. Его имя также носят улицы в Бельцах, Кагуле, Калараше, Каушене, Дрокии, Фалештах, Оргееве, Сороках и Страшенах.
В честь Дософтея в 2004 году была выпущена почтовая марка Молдовы.
Канонизирован в лике святителя решением Священного Синода Румынской православной церкви торжественно объявленным 14 октября 2005 года. Память его была установлена 13 декабря.
21 августа 2007 года решением Священного Синода Русской Православной Церкви его имя вместе с ещё пятью канонизированными в Румынской православной церкви подвижниками было включено в месяцеслов Русской православной церкви с установлением празднования памяти в тот же день, что и в Румынской Церкви.

## Труды
- Psaltirea în versuri, Uniev 1673
- Dumnezeiasca Liturghie, Iași, 1679. (Dumnedzăiasca Liturghie, acmu întăi tipăritâ rumăniaște)
- Psaltirea de-nţeles, Iaşi, 1680
- Molitvălnic de-nţeles, Iaşi, 1683
- Poem cronologic despre domnii Moldovei
- Parimiile preste an, Iaşi, 1683
- Poemul cronologic
- Viaţa şi petriaceria sfinţilor, 4 vol Iaşi, 1682—1686